# Helmut Moos
Helmut Moos (* 20. Februar 1931 in Bonn; † 11. Oktober 2017) war ein deutscher Bildhauer. Er studierte 1949 bis 1958 bei Josef Jaekel und Gerhard Marcks in Köln und Hans Wimmer an der Kunstakademie in Nürnberg.

## Leben
Seit 1958 war Helmut Moos mit der Schriftstellerin Hildegard Moos-Heindrichs verheiratet, mit der er vier Kinder hat. Sein Sohn Burkhard Moos gründete mit Ursula Rosiny-Moos, Tochter des Architekten Nikolaus Rosiny, das Architekturbüro Rosiny-Moos. Tochter Veronika Moos ist ebenfalls Künstlerin.
1959 richtete er sich in Bensberg-Lustheide ein Atelier ein und lebte bis zu seinem Umzug nach Bonn 1990 auch dort. Ab 1975 arbeitete er in der Obermühle, einer historischen Wassermühle in Urmersbach in der Eifel, in der er bis 2014 wirkte. Bedeutend sind seine Werke in der 1978 errichteten Kirche St. Katharina in Hückeswagen-Wiehagen; die dortige Ausstattung geht wesentlich auf ihn zurück (eine Kunstinventarierung im Auftrag des Erzbistums Köln wurde 2015 durchgeführt).
Neben Kleinplastiken von Menschen und Tieren und profanen Denkmälern schuf er vor allem Werke für sakrale Räume, wie Altäre, Kruzifixe, Portale für die Herz-Jesu-Kirche in Euskirchen oder eine Kanzel für den Braunschweiger Dom.
Moos starb im Oktober 2017 im Alter von 86 Jahren und wurde in einer Urne auf dem Pfarrfriedhof Bonn-Beuel beigesetzt.

## Werkliste (Auswahl)
- Portal der Herz-Jesu-Kirche, Euskirchen (1962–63)[3]
- Wandkreuz, Orgelprospekt, Vortragekreuz, Ambo (1970er Jahre 20. Jh.), St. Mariä Himmelfahrt, Hückeswagen
- Altar, Grundstein, Kruzifix, Kreuzweg u. v. m. (1970er Jahre 20. Jh.), St. Katharina, Hückeswagen-Wiehagen
- Statue des Karl Marx am Rathausturm Köln (1988)[4]
- Plastik eines Eseltreibers in der Fußgängerzone von Osterode am Harz (1988)[5]
- Statue des Hermann Heinrich Becker am Rathausturm Köln (1992)[6]
- Statue des König Rudolf I. am Rathausturm Köln (1994)[7]
- Die Refrather Juffern, Haus Baden/Steinbreche in Refrath, Bergisch Gladbach (1996)[8]
- Duisdorfer Esel auf dem Schickshof in Duisdorf[9] (2004)

Werke von Helmut Moos
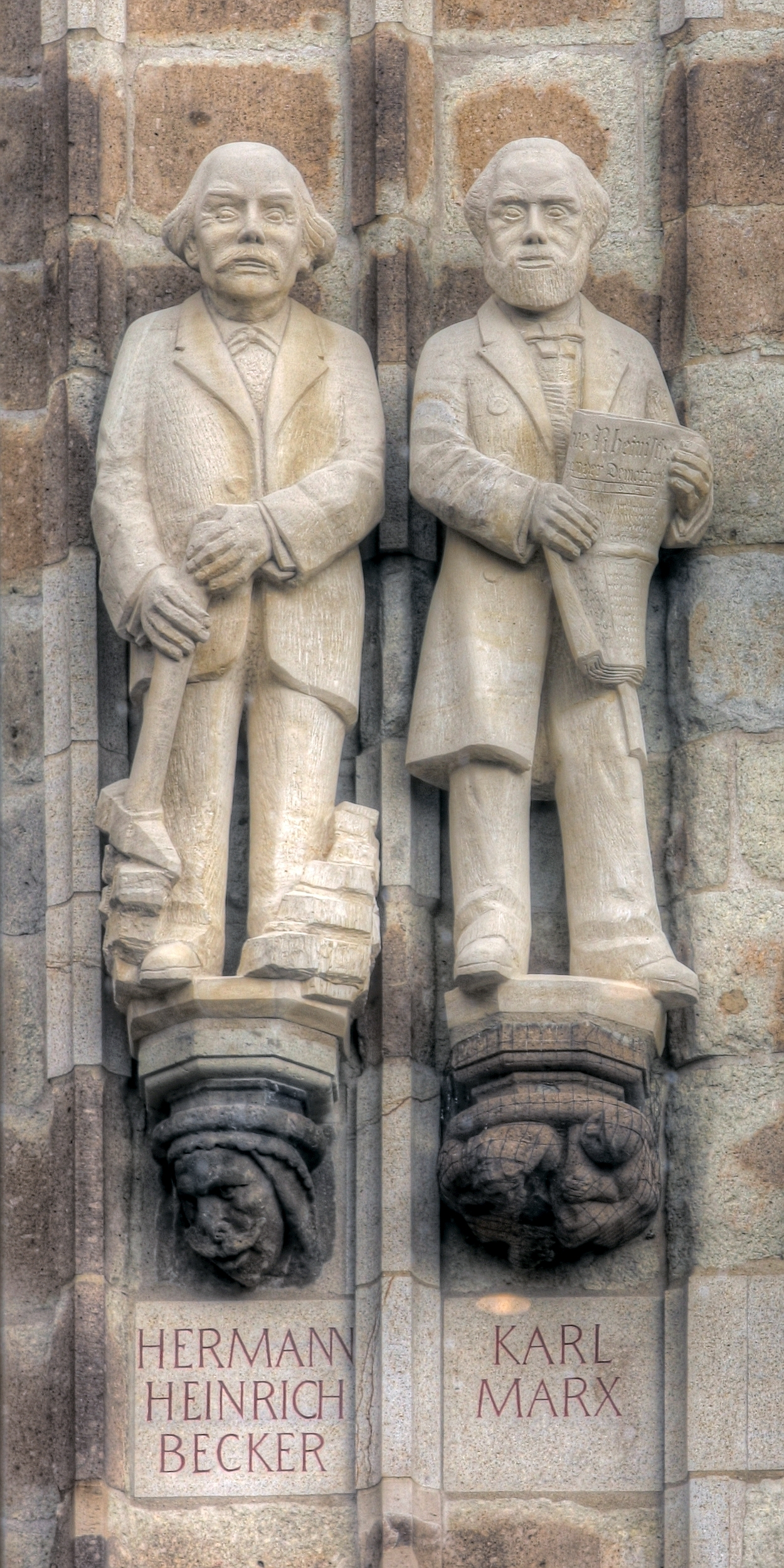
Statuen von Hermann Heinrich Becker und Karl Marx am Kölner Rathausturm (2010)
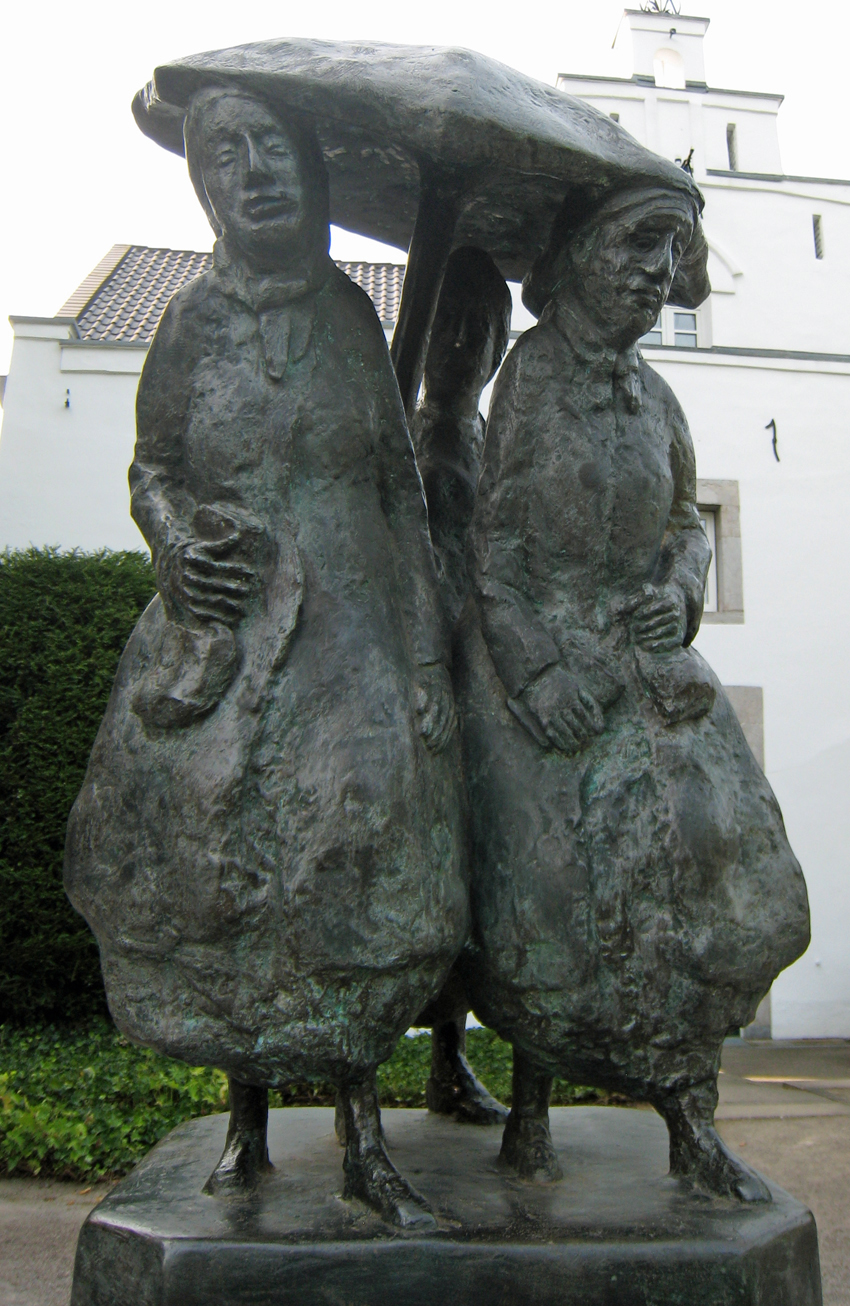
Die drei Refrather Juffern (2012)
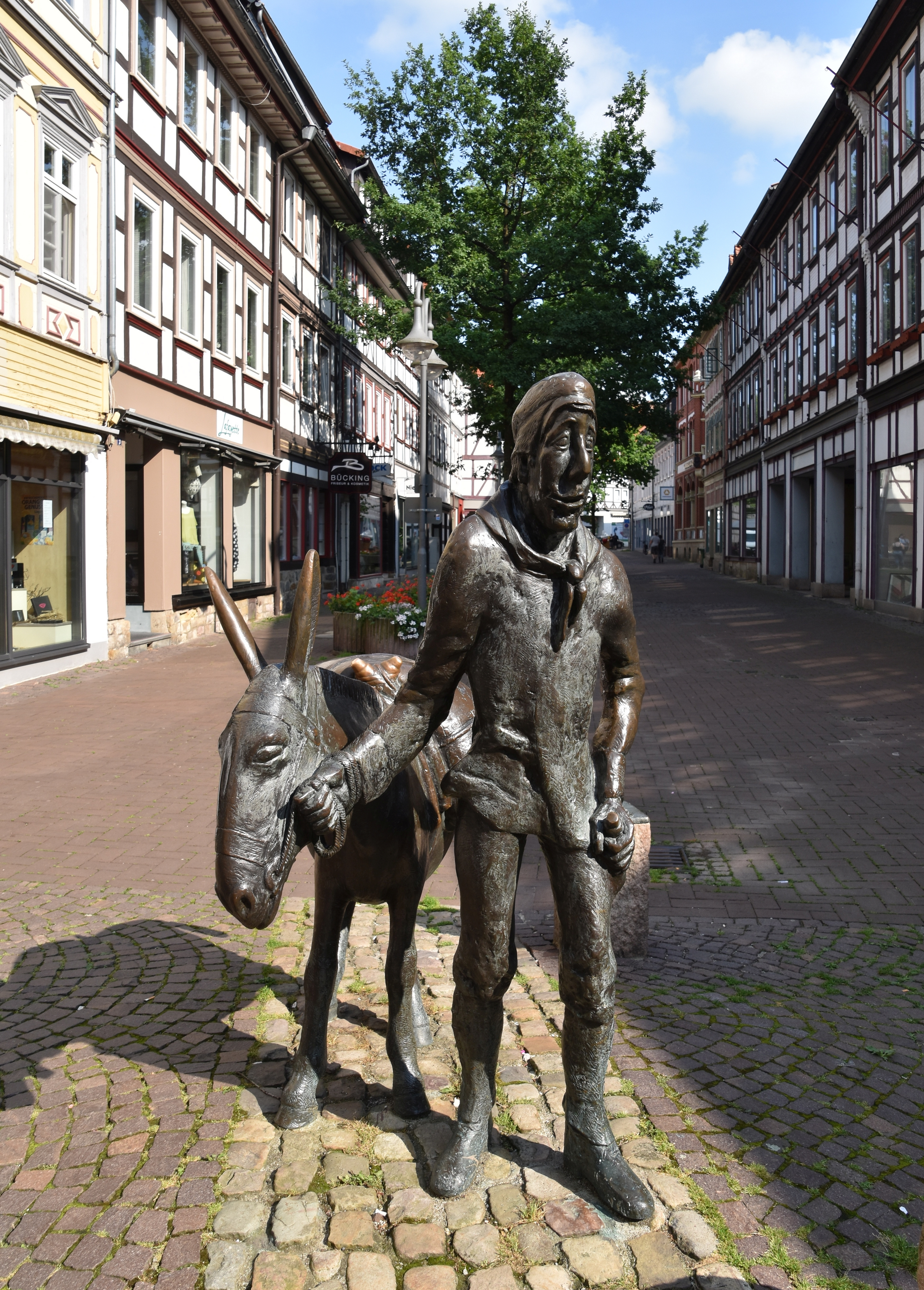
Eseltreiber in der Fußgängerzone von Osterode (2020)
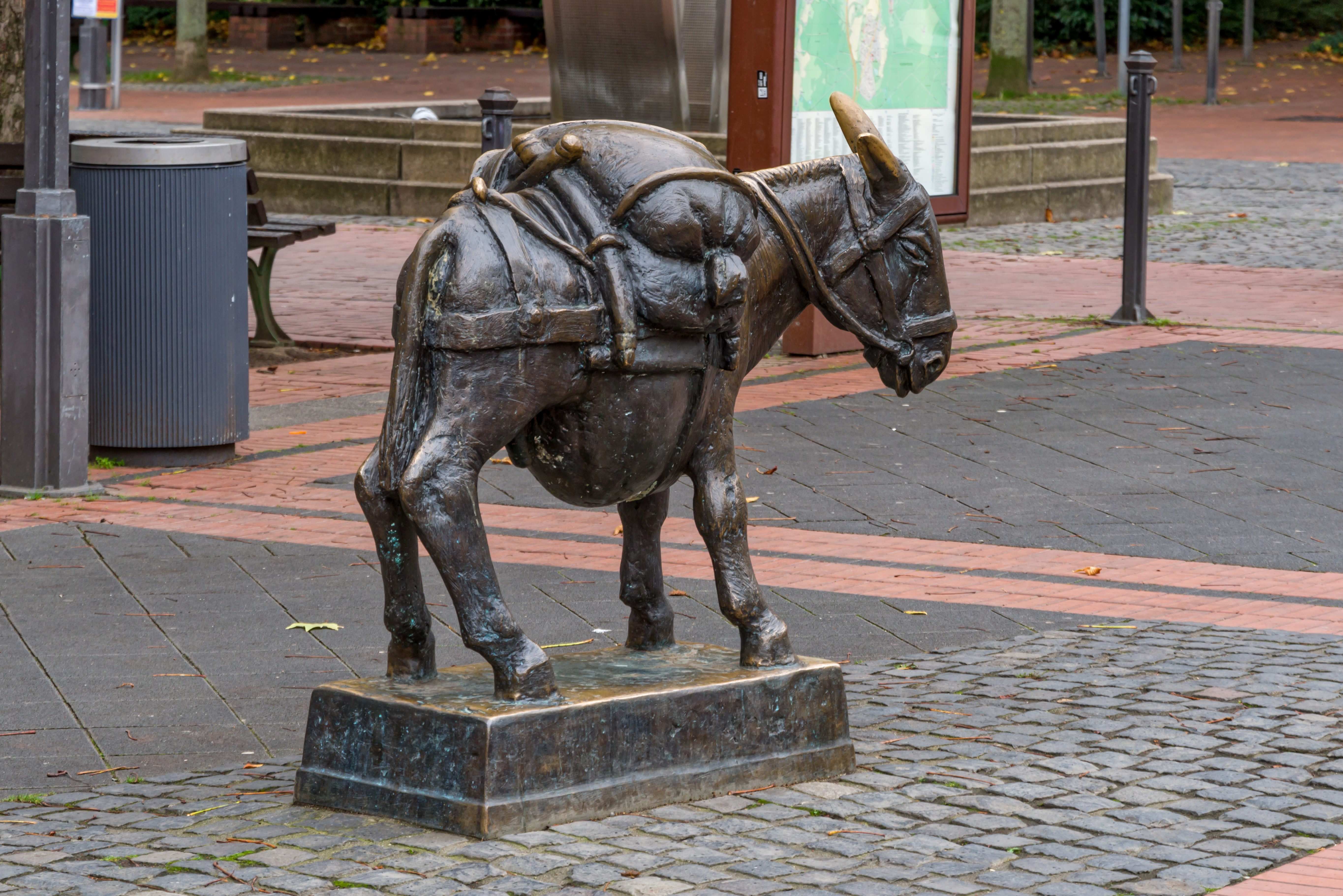
Duisdorfer Esel (2017)